# Jambalaya (On the Bayou)
Jambalaya (On the Bayou) är en sång som skrevs och spelades in av den amerikanske countrymusikern Hank Williams och gavs ut i juli 1952. För den breda publiken utanför countrymusiken blev den känd genom Jo Staffords version utgiven omedelbart därpå - denna kom på femtonde plats på Billboards försäljningslista 1952 och på sjuttonde plats på jukeboxlistan samma år. Den har därefter spelats in ett flertal gånger av andra artister, som exempelvis Fats Domino, Brenda Lee, Jerry Lee Lewis, Professor Longhair, Nitty Gritty Dirt Band, John Fogerty och The Carpenters. Sången är uppkallad efter maträtten jambalaya.
Hank Williams version valdes in i Grammy Hall of Fame 2002.